# Sárgafarkú attila
A sárgafarkú attila (Attila spadiceus) a madarak (Aves) osztályának verébalakúak (Passeriformes) rendjébe és a királygébicsfélék (Tyrannidae) családjába tartozó faj.

## Rendszerezése
A fajt Johann Friedrich Gmelin német természettudós írta le 1789-ben, a Muscicapa nembe Muscicapa spadicea néven. Tudományos és magyar nevét Attila hun királyról kapta.

## Alfajai
- Attila spadiceus caniceps Todd, 1917
- Attila spadiceus citreopyga (Bonaparte, 1854)
- Attila spadiceus cozumelae Ridgway, 1885
- Attila spadiceus gaumeri Salvin & Godman, 1891
- Attila spadiceus pacificus Hellmayr, 1929
- Attila spadiceus parambae Hartert, 1900
- Attila spadiceus parvirostris Allen, 1900
- Attila spadiceus salvadorensis Dickey & Van Rossem, 1929
- Attila spadiceus sclateri Lawrence, 1862
- Attila spadiceus spadiceus (Gmelin, 1789)
- Attila spadiceus uropygiatus (Wied-Neuwied, 1831)[2]

## Előfordulása
Mexikó, Belize, Costa Rica, Guatemala, Honduras, Nicaragua, Panama, Salvador, Bolívia, Brazília, Ecuador, Francia Guyana, Guyana, Kolumbia, Peru, Suriname, Trinidad és Tobago, valamint Venezuela területén honos. 
Természetes élőhelyei a szubtrópusi vagy trópusi síkvidéki és hegyi esőerdők, száraz erdők és szavannák, valamint ültetvények, másodlagos erdők és vidéki kertek. Állandó, nem vonuló faj.

## Megjelenése
Testhossza 22 centiméter, testtömege 31-44 gramm.
|  |  |

## Természetvédelmi helyzete
Az elterjedési területe rendkívül nagy, egyedszáma pedig stabil. A Természetvédelmi Világszövetség Vörös listáján nem fenyegetett fajként szerepel.